# Jevgenij Matvejev
Jevgenij Matvejev (russisk: Евге́ний Семёнович Матве́ев) (født 8. marts 1922 i Novoukrainka i Ukrainske SSR, død 1. juni 2003 i Moskva i Rusland) var en sovjetisk filminstruktør, skuespiller og manuskriptforfatter.

## Filmografi
- Ljubov zemnaja (Любовь земная, 1974)[2][3]
- Sudba (Судьба, 1977)
- Osobo vazjnoje zadanije (Особо важное задание, 1980)
- For pengenes skyld (Бешеные деньги, 1981)